# Gymnastik under sommer-OL 2020
Gymnastik under Sommer-OL 2020 finder sted den 25. juli - 9. august 2020 i Olympic Gymnastic Centre, der ligger i Tokyo Bay zonen. Gymnastik er opdelt i tre forskellige hovedområder ved OL i 2020. Det drejede sig om Idrætsgymnastik, Trampolin og Rytmisk Gymnastik. I Idrætsgymnastik deltager der 98 gymnaster af hvert køn og i Trampolin deltager der 16 udøvere af hvert køn mens der i Rytmisk Gymnastik deltager 96 damer. Sommer-OL blev ikke afviklet på grund af covid-19.

## Turneringsformat
Detaljeret gennemgang af de forskellige konkurrencer kan findes under de tre hovedområder, som gymnastik er opdelt i: Idrætsgymnastik, Trampolin og Rytmisk Gymnastik.

## Medaljefordeling

### Medaljevindere

#### Idrætsgymnastik
Herrer
| Idrætsgymnastik Herrer    |                                                                                                   |                                                                           |                                                            |
| Hold (herrer)             | Ruslands Olympiske Komité · Denis Ablyazin · David Belyavskiy · Artur Dalaloyan · Nikita Nagornyy | Japan · Daiki Hashimoto · Kazuma Kaya · Takeru Kitazono · Wataru Tanigawa | Kina · Lin Chaopan · Sun Wei · Xiao Ruoteng · Zou Jingyuan |
| Mangekamp (herrer)        | Daiki Hashimoto · Japan                                                                           | Xiao Ruoteng · Kina                                                       | Nikita Nagornyy · Ruslands Olympiske Komité                |
| Øvelse på gulv (herrer)   | Artem Dolgopyat · Israel                                                                          | Rayderley Zapata · Spanien                                                | Xiao Ruoteng · Kina                                        |
| Spring over hest (herrer) | Shin Jea-hwan · Sydkorea                                                                          | Denis Ablyazin · Ruslands Olympiske Komité                                | Artur Davtyan · Armenien                                   |
| Barre (herrer)            | Zou Jingyuan · Kina                                                                               | Lukas Dauser · Tyskland                                                   | Ferhat Arıcan · Tyrkiet                                    |
| Bensving (herrer)         | Max Whitlock · Storbritannien                                                                     | Lee Chih-kai · Kinesisk Taipei                                            | Kazuma Kaya · Japan                                        |
| Ringe (herrer)            | Liu Yang · Kina                                                                                   | You Hao · Kina                                                            | Eleftherios Petrounias · Grækenland                        |
| Reck (herrer)             | Daiki Hashimoto · Japan                                                                           | Tin Srbić · Kroatien                                                      | Nikita Nagornyy · Ruslands Olympiske Komité                |

Kvinder
| Idrætsgymnastik Damer    | |                                                                  |                                                                                        |  |  |  |
| Hold (damer)             | Ruslands Olympiske Komité · Lilia Akhaimova · Viktoria Listunova · Angelina Melnikova · Vladislava Urazova | USA · Simone Biles · Jordan Chiles · Sunisa Lee · Grace McCallum | Storbritannien · Jennifer Gadirova · Jessica Gadirova · Alice Kinsella · Amelie Morgan |  |  |  |
| Mangekamp (damer)        | Sunisa Lee · USA                                                                                           | Rebeca Andrade · Brasilien                                       | Angelina Melnikova · Ruslands Olympiske Komité                                         |  |  |  |
|                          | |                                                                  |                                                                                        |  |  |  |
| Øvelse på gulv (damer)   | Jade Carey · USA                                                                                           | Vanessa Ferrari · Italien                                        | Mai Murakami · Japan                                                                   |  |  |  |
| Øvelse på gulv (damer)   | Jade Carey · USA                                                                                           | Vanessa Ferrari · Italien                                        | Angelina Melnikova · Ruslands Olympiske Komité                                         |  |  |  |
| Spring over hest (damer) | Rebeca Andrade · Brasilien                                                                                 | MyKayla Skinner · USA                                            | Yeo Seo-jeong · Sydkorea                                                               |  |  |  |
| Forskudt barre (damer)   | Nina Derwael · Belgien                                                                                     | Anastasia Ilyankova · Ruslands Olympiske Komité                  | Sunisa Lee · USA                                                                       |  |  |  |
| Bom (damer)              | Guan Chenchen · Kina                                                                                       | Tang Xijing · Kina                                               | Simone Biles · USA                                                                     |  |  |  |

#### Trampolin
| Trampolin |                                 |                     |                              |
| Herrer    | Ivan Litvinovitj · Hviderusland | Dong Dong · Kina    | Dylan Schmidt · New Zealand  |
| Damer     | Zhu Xueying · Kina              | Liu Lingling · Kina | Bryony Page · Storbritannien |

#### Rytmisk Gymnastik
| Rytmisk Gymnastik | | | |
| Hold              | Bulgarien · Simona Dyankova · Stefani Kiryakova · Madlen Radukanova · Laura Traets · Erika Zafirova | Ruslands Olympiske Komité · Anastasiia Bliznyuk · Anastasiia Maksimova · Angelina Shkatova · Anastasiia Tatareva · Alisa Tishchenko | Italien · Martina Centofanti · Agnese Duranti · Alessia Maurelli · Daniela Mogurean · Martina Santandrea |
| Individuelt       | Linoy Ashram · Israel                                                                               | Dina Averina · Ruslands Olympiske Komité                                                                                            | Alina Harnasko · Hviderusland                                                                            |

### Medaljetabel
| Placering | Land                      | Guld | Sølv | Bronze | Total |
| --------- | ------------------------- | ---- | ---- | ------ | ----- |
| 1         | Kina                      | 4    | 5    | 2      | 11    |
| 2         | Ruslands Olympiske Komité | 2    | 4    | 4      | 10    |
| 3         | USA                       | 2    | 2    | 2      | 6     |
| 4         | Japan                     | 2    | 1    | 2      | 5     |
| 5         | Israel                    | 2    | 0    | 0      | 2     |
| 6         | Brasilien                 | 1    | 1    | 0      | 2     |
| 7         | Storbritannien            | 1    | 0    | 2      | 3     |
| 8         | Hviderusland              | 1    | 0    | 1      | 2     |
| 8         | Sydkorea                  | 1    | 0    | 1      | 2     |
| 10        | Belgien                   | 1    | 0    | 0      | 1     |
| 10        | Bulgarien                 | 1    | 0    | 0      | 1     |
| 12        | Italien                   | 0    | 1    | 1      | 2     |
| 13        | Kinesisk Taipei           | 0    | 1    | 0      | 1     |
| 13        | Kroatien                  | 0    | 1    | 0      | 1     |
| 13        | Tyskland                  | 0    | 1    | 0      | 1     |
| 13        | Spanien                   | 0    | 1    | 0      | 1     |
| 17        | Armenien                  | 0    | 0    | 1      | 1     |
| 17        | Grækenland                | 0    | 0    | 1      | 1     |
| 17        | New Zealand               | 0    | 0    | 1      | 1     |
| 17        | Tyrkiet                   | 0    | 0    | 1      | 1     |
| Total     | Total                     | 18   | 18   | 18     | 54    |

## Eksterne kilder
- https://tokyo2020.org/en/games/sport/olympic/gymnastics/